# Buket Mulia
Buket Mulia is een bestuurslaag in het regentschap Bireuen van de provincie Atjeh, Indonesië. Buket Mulia telt 472 inwoners (volkstelling 2010).